# Фліс (Тіроль)
Фліс (нім. Fließ) — громада округу Ландек у землі Тіроль, Австрія.
Фліс лежить на висоті 1073 м над рівнем моря і займає площу 47,56 км². Громада налічує 2921 мешканців.
Густота населення 61/км². Поряд розташований Замок Біденеґґ.
|                               |
| Фліс на мапі округу та землі. |

 Адреса управління громади: Dorf 87, 6521 Fließ.